# Championnat de France féminin de water-polo 2022-2023
 (septembre 2023).
Si vous disposez d'ouvrages ou d'articles de référence ou si vous connaissez des sites web de qualité traitant du thème abordé ici, merci de compléter l'article en donnant les références utiles à sa vérifiabilité et en les liant à la section « Notes et références ».
Navigation
Édition précédente Édition suivante
Le Championnat de France de water-polo Elite 2022-2023 est une compétition organisée par la Fédération française de natation (41e édition du championnat de France de water-polo).
Le LUC (Lille Université Club) remporte ce championnat pour la neuvième fois d'affilée.

## Équipes participantes
| \| Lille MWP ON Nice Mulhouse WP ASPTT Nancy Union Saint-Bruno INSEP Suisse \| Localisation des clubs engagés dans le championnat de France Elite. |
| Lille MWP ON Nice Mulhouse WP ASPTT Nancy Union Saint-Bruno INSEP Suisse                                                                           |

| Club                       | Classement 2021-2022 | Entraîneur | Piscine                            | Capacité théorique | Ville    |
| -------------------------- | -------------------- | ---------- | ---------------------------------- | ------------------ | -------- |
| Lille Métropole Water-Polo | 1                    |            | Piscine olympique Marx Dormoy      |                    | Lille    |
| Olympic Nice Natation      | 2                    |            |                                    |                    | Nice     |
| INSEP                      | 3                    |            | Complexe aquatique Christine Caron |                    | Paris    |
| ASPTT Nancy                | 4                    |            |                                    |                    | Nancy    |
| Mulhouse Water-Polo        | 5                    |            |                                    |                    | Mulhouse |
| Union Saint-Bruno          | 6                    |            |                                    |                    | Bordeaux |
| Suisse                     | -                    |            | joue ses matchs à l'extérieur      |                    | Ittigen  |

## Saison régulière
Le classement est calculé avec le barème de points suivant :
- la victoire vaut trois points,
- la défaite vaut zéro point,
- la victoire aux tirs au but vaut deux points,
- la défaite aux tirs au but vaut un point.

En cas de match nul, à la fin du temps réglementaire, une séance de tirs au but désigne le vainqueur du match.
À la mi-saison, les huit équipes les mieux classées se qualifient pour le Trophée Alice Milliat (Coupe de France féminine de water-polo). Le club hôte de la compétition est qualifié automatiquement. Si celui-ci n'est pas dans le top 8 à la mi-saison, les sept meilleures équipes au classement se qualifient.
Au terme de la phase régulière, les équipes à égalité sont départagées d'après le score cumulé de leurs deux matches. Si nécessaire, les scores cumulés puis le nombre de buts inscrits face à chacune des autres équipes, selon leur classement, seront utilisés, voire une séance de tirs au but dans les cas ultimes.